# 바벨스베르크

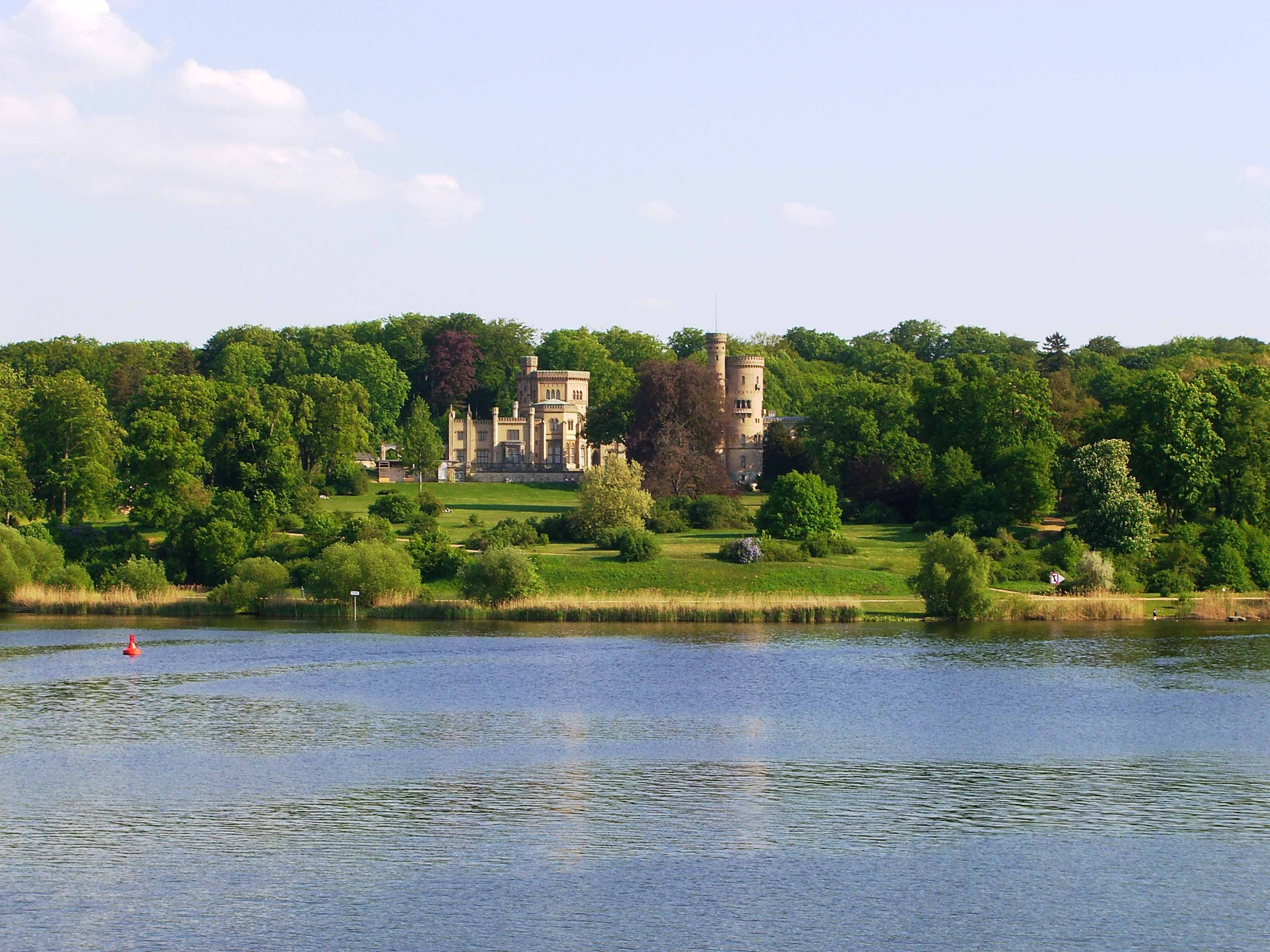

바벨스베르크(독일어: Babelsberg)는 독일 포츠담에서 가장 큰 지역이다.

## 같이 보기
- 서베를린
- 포츠담 바벨스베르크역